# Lovers Rock (album của Sade)
Lovers Rock  là album phòng thu thứ năm của ban nhạc người Anh Sade, phát hành ngày 13 tháng 11 năm 2000 bởi Epic Records. Sau khi kết thúc quá trình quảng bá cho album phòng thu trước Love Deluxe (1992), ban nhạc quyết định tạm ngưng hoạt động trong nhiều năm. Trong khoảng thời gian đó, giọng ca chính Sade Adu sinh con đầu lòng vào năm 1996, trong khi những thành viên còn lại Stuart Matthewman, Paul S. Denman và Andrew Hale thành lập ban nhạc dự án Sweetback. Album được đặt tên theo một phong cách nhạc của reggae được gọi là lovers rock, nổi tiếng với âm thanh và ca từ lãng mạn, đồng thời là dòng nhạc Adu từng nghe khi còn trẻ. Khác với việc kết hợp những âm hưởng của nhạc jazz trong những tác phẩm trước đây của Sade, Lovers Rock là một bản thu âm soul và reggae pha trộn với nhiều thể loại khác như R&B, soft rock, folk, dub, neo soul và lovers rock. Quá trình sản xuất đĩa nhạc cũng tiếp cận đến những bản phối đơn giản, thay vì âm thanh saxophone hay nhạc cụ quen thuộc của ban nhạc.
Được thu âm trong gần một năm và lấy cảm hứng từ những trải nghiệm của Adu trong suốt tám năm ở ẩn, Lovers Rock là một album chủ đề với nội dung ca từ tập trung vào cả mặt tích cực và tiêu cực trong tình yêu, cũng như đề cập đến chủ đề chính trị. Tất cả thành viên của Sade đều tham gia đồng sáng tác và sản xuất tất cả bài hát, đồng thời tái hợp với cộng tác viên quen thuộc Mike Pela lần đầu tiên kể từ đĩa nhạc thứ hai Promise (1985). Sau khi phát hành, album nhận được những phản ứng tích cực từ giới phê bình, trong đó họ đánh giá cao định hướng âm nhạc mới của ban nhạc. Lovers Rock cũng gặt hái những thành công lớn về mặt thương mại khi đứng đầu bảng xếp hạng tại Ba Lan và lọt vào top 10 ở hầu hết những quốc gia còn lại, bao gồm vươn đến top 5 ở nhiều thị trướng lớn như Áo, Pháp, Đức, Ý, Na Uy, Bồ Đào Nha và Thụy Điển. Đĩa nhạc ra mắt ở vị trí thứ ba trên bảng xếp hạng Billboard 200 với 370,000 bản, đánh dấu album thứ sáu liên tiếp trong sự nghiệp của Sade vươn đên top 10 tại Hoa Kỳ.
Hai đĩa đơn đã được phát hành từ Lovers Rock. "By Your Side" được chọn làm đĩa đơn mở đường và lọt vào top 20 ở nhiều quốc gia, cũng như đạt vị trí thứ 75 trên bảng xếp hạng Billboard Hot 100 tại Hoa Kỳ và nhận được một đề cử giải Grammy cho Trình diễn giọng pop nữ xuất sắc nhất. Đĩa đơn còn lại "King of Sorrow" chỉ đạt được những thành tích hạn chế ở một số quốc gia. Để quảng bá album, ban nhạc trình diễn trên một số chương trình truyền hình và lễ trao giải lớn, như Late Show with David Letterman, The Tonight Show with Jay Leno, The Rosie O'Donnell Show, Top of the Pops và giải MOBO năm 2000. Ngoài ra, họ còn tiến hành chuyến lưu diễn đầu tiên sau bảy năm Lovers Rock Tour (2001) với 42 đêm diễn khắp Bắc Mỹ, sau đó được ghi hình lại thành video và album trực tiếp Lovers Live (2002). Tại giải Grammy lần thứ 44, Lovers Rock giúp Sade đạt được giải Grammy lần thứ tư khi chiến thắng hạng mục Album giọng pop xuất sắc nhất. Tính đến nay, đĩa nhạc đã bán được hơn sáu triệu bản trên toàn cầu.

## Danh sách bài hát
Tất cả các ca khúc được viết bởi Sade Adu, Stuart Matthewman, Andrew Hale và Paul S. Denman, ngoại trừ những ghi chú..
| Lovers Rock – Phiên bản tiêu chuẩn | Lovers Rock – Phiên bản tiêu chuẩn     | Lovers Rock – Phiên bản tiêu chuẩn | Lovers Rock – Phiên bản tiêu chuẩn |
| STT                                | Nhan đề                                | Sáng tác                           | Thời lượng                         |
| ---------------------------------- | -------------------------------------- | ---------------------------------- | ---------------------------------- |
| 1.                                 | "By Your Side"                         |                                    | 4:34                               |
| 2.                                 | "Flow"                                 |                                    | 4:34                               |
| 3.                                 | "King of Sorrow"                       |                                    | 4:53                               |
| 4.                                 | "Somebody Already Broke My Heart"      |                                    | 5:01                               |
| 5.                                 | "All About Our Love"                   |                                    | 2:40                               |
| 6.                                 | "Slave Song"                           |                                    | 4:12                               |
| 7.                                 | "The Sweetest Gift"                    |                                    | 2:18                               |
| 8.                                 | "Every Word"                           |                                    | 4:04                               |
| 9.                                 | "Immigrant"                            | Adu Janusz Podrazik                | 3:48                               |
| 10.                                | "Lovers Rock"                          |                                    | 4:13                               |
| 11.                                | "It's Only Love That Gets You Through" | Adu Podrazik                       | 3:53                               |
| Tổng thời lượng:                   | Tổng thời lượng:                       | Tổng thời lượng:                   | 44:10                              |

| Lovers Rock – Phiên bản giới hạn tại Target (đĩa kèm theo) | Lovers Rock – Phiên bản giới hạn tại Target (đĩa kèm theo) | Lovers Rock – Phiên bản giới hạn tại Target (đĩa kèm theo) |
| STT                                                        | Nhan đề                                                    | Thời lượng                                                 |
| ---------------------------------------------------------- | ---------------------------------------------------------- | ---------------------------------------------------------- |
| 1.                                                         | "The Sweetest Taboo" (trực tiếp)                           | 5:55                                                       |
| 2.                                                         | "Smooth Operator" (trực tiếp)                              | 4:55                                                       |
| 3.                                                         | "Nothing Can Come Between Us" (trực tiếp)                  | 4:46                                                       |
| 4.                                                         | "No Ordinary Love" (trực tiếp)                             | 8:12                                                       |
| Tổng thời lượng:                                           | Tổng thời lượng:                                           | 23:48                                                      |

## Xếp hạng
| Bảng xếp hạng (2000–2001)                | Vị trí cao nhất |
| ---------------------------------------- | --------------- |
| Album Úc (ARIA)                          | 28              |
| Album Úc Urban (ARIA)                    | 4               |
| Album Áo (Ö3 Austria)                    | 5               |
| Album Bỉ (Ultratop Vlaanderen)           | 16              |
| Album Bỉ (Ultratop Wallonie)             | 10              |
| Album Canada (Billboard)                 | 13              |
| Album Canada R&B (Nielsen SoundScan)     | 2               |
| Album Đan Mạch (Hitlisten)               | 7               |
| Album Hà Lan (Album Top 100)             | 20              |
| Album Châu Âu (Music & Media)            | 4               |
| Album Phần Lan (Suomen virallinen lista) | 9               |
| Album Pháp (SNEP)                        | 4               |
| Album Đức (Offizielle Top 100)           | 4               |
| Album Hy Lạp (IFPI Greece)               | 4               |
| Album Hungaria (MAHASZ)                  | 8               |
| Album Ireland (IRMA)                     | 26              |
| Album Ý (FIMI)                           | 4               |
| Album Nhật Bản (Oricon)                  | 14              |
| Album New Zealand (RMNZ)                 | 26              |
| Album Na Uy (VG-lista)                   | 5               |
| Album Ba Lan (ZPAV)                      | 1               |
| Album Bồ Đào Nha (AFP)                   | 5               |
| Album Scotland (OCC)                     | 31              |
| Album Tây Ban Nha (AFYVE)                | 6               |
| Album Thụy Điển (Sverigetopplistan)      | 2               |
| Album Thụy Sĩ (Schweizer Hitparade)      | 6               |
| Album Anh Quốc (OCC)                     | 18              |
| Album Anh Quốc R&B (OCC)                 | 3               |
| Album Hoa Kỳ Billboard 200               | 3               |
| Album Hoa Kỳ Top R&B/Hip-Hop (Billboard) | 2               |

| Bảng xếp hạng (2000)                      | Vị trí |
| ----------------------------------------- | ------ |
| Album Bỉ (Ultratop Wallonia)              | 86     |
| Album Canada (Nielsen SoundScan)          | 114    |
| Album Đan Mạch (Hitlisten)                | 51     |
| Album Pháp (SNEP)                         | 44     |
| Album Ý (FIMI)                            | 30     |
| Album Thụy Sĩ (Schweizer Hitparade)       | 83     |
| Album Anh Quốc (OCC)                      | 75     |
| Bảng xếp hạng (2001)                      | Vị trí |
| Album Áo (Ö3 Austria)                     | 41     |
| Album Bỉ (Ultratop Wallonia)              | 44     |
| Album Canada (Nielsen SoundScan)          | 63     |
| Album Canada R&B (Nielsen SoundScan)      | 12     |
| Album Đan Mạch (Hitlisten)                | 93     |
| Album Hà Lan (Album Top 100)              | 64     |
| Album Châu Âu (Music & Media)             | 27     |
| Album Pháp (SNEP)                         | 115    |
| Album Đức (Offizielle Top 100)            | 60     |
| Album Tây Ban Nha (AFYVE)                 | 49     |
| Album Thụy Điển (Sverigetopplistan)       | 29     |
| Album Thụy Sĩ (Schweizer Hitparade)       | 83     |
| Album Anh Quốc (OCC)                      | 177    |
| Hoa Kỳ Billboard 200                      | 14     |
| Hoa Kỳ Top R&B/Hip-Hop Albums (Billboard) | 5      |
| Bảng xếp hạng (2002)                      | Vị trí |
| Album Canada R&B (Nielsen SoundScan)      | 92     |

| Bảng xếp hạng (2000–2009)                 | Vị trí |
| ----------------------------------------- | ------ |
| Hoa Kỳ Billboard 200                      | 109    |
| Hoa Kỳ Top R&B/Hip-Hop Albums (Billboard) | 36     |

## Chứng nhận
| Quốc gia                                                                           | Chứng nhận  | Số đơn vị/doanh số chứng nhận |
| ---------------------------------------------------------------------------------- | ----------- | ----------------------------- |
| Úc (ARIA)                                                                          | Vàng        | 35.000^                       |
| Áo (IFPI Áo)                                                                       | Vàng        | 25.000*                       |
| Bỉ (BEA)                                                                           | Vàng        | 25.000*                       |
| Brasil (Pro-Música Brasil)                                                         | Vàng        | 100.000*                      |
| Canada (Music Canada)                                                              | 2× Bạch kim | 200.000^                      |
| Đan Mạch (IFPI Đan Mạch)                                                           | Vàng        | 25.000^                       |
| Pháp (SNEP)                                                                        | 2× Vàng     | 200.000*                      |
| Đức (BVMI)                                                                         | Bạch kim    | 500.000^                      |
| Ý (FIMI)                                                                           | 3× Bạch kim | 300.000*                      |
| Nhật Bản (RIAJ)                                                                    | Vàng        | 100.000^                      |
| Hà Lan (NVPI)                                                                      | Vàng        | 40.000^                       |
| New Zealand (RMNZ)                                                                 | Vàng        | 7.500^                        |
| Na Uy (IFPI)                                                                       | Vàng        | 25.000*                       |
| Ba Lan (ZPAV)                                                                      | Bạch kim    | 70.000*                       |
| Tây Ban Nha (PROMUSICAE)                                                           | Bạch kim    | 100.000^                      |
| Thụy Điển (GLF)                                                                    | Bạch kim    | 80.000^                       |
| Thụy Sĩ (IFPI)                                                                     | Vàng        | 25.000^                       |
| Anh Quốc (BPI)                                                                     | Bạch kim    | 325,363                       |
| Hoa Kỳ (RIAA)                                                                      | 3× Bạch kim | 3,900,000                     |
| Tổng hợp                                                                           |             |                               |
| Châu Âu (IFPI)                                                                     | Bạch kim    | 1.000.000*                    |
| Toàn cầu                                                                           | —           | 6,000,000                     |
| * Chứng nhận dựa theo doanh số tiêu thụ. ^ Chứng nhận dựa theo doanh số nhập hàng. |             |                               |